# Goat (2026)
Goat (bra: Um Cabra Bom de Bola; prt: Goat: O Maior de Todos) é um futuro filme de animação digital do gênero comédia americano produzido pela Sony Pictures Animation e Columbia Pictures em associação com Unanimous Media e Modern Magic, e distribuído pela Sony Pictures Releasing. Dirigido por Tyree Dillihay (em sua estreia na direção de longas-metragens) e codirigido por Adam Rosette, a partir de um roteiro escrito por Aaron Buchsbaum e Teddy Riley.

## Produção
Em maio de 2024, foi anunciado que a Sony Pictures Animation desenvolveria um filme de esportes intitulado Goat, com Tyree Dillihay dirigindo e Adam Rosette codirigindo, enquanto Stephen Curry e Erick Peyton produziriam sob sua empresa Unanimous Media junto de Michelle Raimo Kouyate e Adam Rosenberg e Rodney Rothman da Modern Magic. Rick Mischel e Fonda Snyder também atuam como produtores executivos, com David Schulenburg coproduzindo.
Os serviços de animação foram fornecidos pela Sony Pictures Imageworks.

## Lançamento

### Cinemas
Goat está agendado para ser lançado em 13 de fevereiro de 2026 nos Estados Unidos, coincidindo com o NBA All-Star Game, que acontecerá em Los Angeles naquele fim de semana.
O primeiro pôster do filme foi lançado em 15 de fevereiro de 2025.

### Mídia doméstica
Em abril de 2021, a Sony assinou acordos com a Netflix e a Disney pelos direitos de streaming de seus filmes de 2022 a 2026. A Netflix assinou direitos exclusivos de streaming como segunda janela, que normalmente é de 18 meses. A Disney assinou os direitos de terceira janela para os filmes, que seriam transmitidos no Disney+ e Hulu, bem como transmitidos nas redes de televisão linear da Disney nos Estados Unidos.